# بيل تشوت
بيل تشوت (بالإنجليزية: Bill Chott)‏ مواليد 23 يوليو 1969 في سانت لويس، الولايات المتحدة، هو ممثل وكوميدي أمريكي بدأ مسيرته الفنية سنة 1995.

## الأعمال
- تبادل إطلاق النار
- يوميات روم
- ويزردز أوف ويفرلي بليس

## روابط خارجية
- بيل تشوت على موقع IMDb (الإنجليزية)
- بيل تشوت على موقع ألو سيني (الفرنسية)
- بيل تشوت على موقع أول موفي (الإنجليزية)
- بيل تشوت على موقع قاعدة بيانات الفيلم (الإنجليزية)
- بيل تشوت على موقع كينوبويسك (الروسية)